# Picot castany
El picot castany (Celeus castaneus) és una espècie d'ocell de la família dels pícids (Picidae) que habita la selva humida, i boscos oberts, a les terres baixes del vessant del Golf de Mèxic des de Veracruz, nord d'Oaxaca, Tabasco, Chiapas i la Península de Yucatán, cap al sud, a través d'Amèrica Central fins l'oest de Panamà.